# Kadmi Cohen
Isaac Kadmi Cohen (Łódź, 1892 – Gliwice, 1944) è stato uno scrittore polacco naturalizzato francese di origine ebraica, vittima dell'Olocausto.

## Biografia
Isaac Kadmi-Cohen è nato a Łódź, in Polonia (all'epoca nell'Impero russo), nell'agosto del 1892. La famiglia emigra in Palestina subito dopo la prima guerra mondiale, dimostrando di crescere in un ambiente piuttosto ricettivo degli ideali sionisti. Nel 1910 il giovane Isaac era già giunto a Tel Aviv per studiare al liceo Herzliah, dove probabilmente impara o migliora il proprio francese e inizia a coltivare la propria profonda passione culturale e politica per il paese dell'89. Nel 1910 si reca a studiare giurisprudenza a Losanna. Allo scoppio della prima guerra mondiale, mentre esercita a Ginevra la professione forense, decide di arruolarsi come volontario nella Legione straniera francese, partecipando così alla «guerra di liberazione» contro gli imperi centrali (tra cui il russo), in una sorta – ai suoi occhi – di riproposizione dell'esercito popolare repubblicano del '92-93. Dopo la guerra, Kadmi-Cohen decide di rimanere in Francia; usufruendo della legge di naturalizzazione riguardante i volontari stranieri, ottiene la nazionalità francese con un decreto del 2 giugno 1920. A Parigi ottiene l'iscrizione all'albo dell'ordine degli avvocati nel marzo del 1921. La vita politica e lavorativa di questo ebreo polacco palestinese naturalizzato francese, che decise di convolare a nozze con una cattolica francese (Ozias, poi convertitasi all'ebraismo), sarà consacrata, da una parte, alla lotta contro le vecchie corporazioni (nel 1922 è tra i fondatori dell'Unione dei giovani avvocati parigini), dall'altra alla difesa del suo status di ebreo naturalizzato francese (nel 1928 è tra i fondatori e poi presidente dell'Associazione degli ex combattenti volontari ebrei).
Queste battaglie "progressiste" saranno coniugate alla sua attività intellettuale, pubblicistica e politica interna al movimento sionista. Nel giugno del 1922 Kadmi-Cohen discute presso la facoltà di diritto dell'Università di Parigi una tesi filosofica intitolata Introduction à l'histoire des institutions sociales et politiques chez les Sémites. Qui sostiene la differenza tra "semitismo" e "non-semitismo" sulla base del rapporto con la terra e l'autorità. Alcuni anni dopo esce forse il suo lavoro più originale: Nomades. Essai sur âme juive (1929), dove sviluppa i temi della sua tesi di dottorato. Esattamente un anno dopo manda alle stampe il saggio geopolitico L'abomination américaine, dove critica il materialismo americano e sostiene una nuova Europa dei popoli. Contemporaneamente esce L'Etat d'Israël, dedicato all'amico Anatole de Monzie, dove espone la sua tesi del "pansemitismo".
A partire dal 1928 inizia a collaborare assiduamente col Mercure de France, antica e celebre rivista di storia, letteratura e politica. I suoi interventi si incentrano prevalentemente sull'antisemitismo e sulla questione ebraica. Nei primi anni Trenta simpatizza per il partito revisionista sionista di Vladimir Žabotinskij, ma è anche favorevole a un avvicinamento tra la Terza Repubblica francese e la causa sionista (sostiene un accordo tra i cristiani maroniti e la dirigenza sionista per la colonizzazione in Libano). Alla vigilia della guerra si avvicina al canaanismo di Ada Gourevich, sostenitore di un progetto politico pansemita nel Vicino Oriente.
Nel 1941 Kadmi-Cohen viene imprigionato nel campo di Compiègne. Qui, alla fine di quell'anno, fonda il movimento "Masada" per la rinascita dell'ebraismo diasporico e la creazione di uno stato ebraico. Rilasciato all'inizio del 1942, si trasferisce nei pressi di Vichy, dove abita il fratello. Qui, con l'aiuto del ex gesuita Joseph Catry, riesce ad avvicinare André Lavagne, segretario privato del Maresciallo Pétain. Pur suscitando una certa simpatia tra le autorità collaborazioniste, il progetto di emigrazione di massa in Palestina viene osteggiato dalle istituzioni ebraiche francese (l'Unione degli ebrei francesi di Parigi e il Concistoro ebraico di Lione). All'inizio del 1944 Kadmi-Cohen si trasferisce da Parigi a Gleiwitz (uno dei campi secondari di Auschwitz), li cercherà di continuare il progetto Masada con l'allestimento di un campo di addestramento e dove morirà nel giugno del 1944. Per tutta la vita, come affermerà lo stesso figlio, sostenne la necessità di rapportarsi coi nazionalsocialisti e con i suoi alleati collaborazionisti al fine di portare a termine la creazione di uno stato ebraico in Palestina, dando compimento agli ideali sionisti, soprattutto per questo nel dopoguerra, la sua figura seppur vittima delle politiche di intolleranza tedesca durante l'occupazione della Francia, divenne controversa e protagonista di accesi dibattiti e discussioni che rendono impossibile una oggettiva considerazione in merito a Cohen, tenendo poi conto della pubblicazione da parte del figlio del discusso romanzo storico Treblinka.

## L'affare Treblinka
La figura di Kadmi-Cohen è tornata prepotentemente d'attualità nella cultura francese degli anni Sessanta grazie alla pubblicazione da parte del figlio Jean-François Steiner-Cohen del romanzo Treblinka. La rivolta di un campo di sterminio. L'opera, dotata di una prefazione di Simone de Beauvoir, narra l'insurrezione armata di alcuni ebrei del campo di sterminio polacco. Il romanzo, che si basa in parte sulle testimonianze di alcuni superstiti, ha suscitato strali polemici sulla stampa per l'interpretazione "antistorica" e irrealistica della condizione degli ebrei prigionieri, per gli attacchi alla dirigenza ebraica (come già aveva fatto da pochi anni Hannah Arendt in La banalità del male), per aver voluto mostrare la contiguità tra una certa visione ebraica della vita e quella nazista. Il suo matrimonio con Grit von Brauchitsch, nipote di Walther von Brauchitsch, già capo di stato maggiore dell'esercito tedesco, portarono molti critici a ritenere la posizione esistenziale di Steiner-Cohen simile a quella del padre, "malata" di attivismo nichilistico, di comprensione del nazionalsocialismo e contiguità con l'antisemitismo. Negli anni Novanta Steiner-Cohen è tornato a far parlare di sé, difendendo pubblicamente l'ex prefetto Maurice Papon dall'accusa di collaborazionismo durante il governo di Vichy.

## Curiosità
Kadmi fu il soprannome che assunse dopo l'arrivo in Francia. Esso deriva dal nome mitologico greco Kadmos, che significa "eccellere" oppure "di provienza orientale".

## Opere
- Introduction à l'histoire des institutions sociales et politiques chez les Sémites. Parigi, Marcel Giard, 1922;
- Nomades. Essai sur l'âme juive, prefazione di Anatole de Monzie. Parigi, Alcan, 1929 [edizije italiana a cura di Vincenzo Pinto, Torino, Free Ebrei, 2016, ISBN  978-1981417049;
- L'abomination americaine. Essai politique. Parigi, Flammarion, 1930;
- L'Ėtat d'Israël. Parigi, Editions Kra, 1930;
- Considérations inactuelles sur le racisme. «Mercure de France», XLVI, 1º luglio 1935, pp. 53–66;
- Apologie pour Israël par un juif, «Mercure de France», XLVII, 1º maggio 1936, pp. 479–498;
- Massada. Discours des Camps de Concentration. s.l. 1942.